# تاتو گریگالاشویلی
تاتو گریگالاشویلی (انگلیسی: Tato Grigalashvili؛ زادهٔ ۱ دسامبر ۱۹۹۹) جودوکار اهل گرجستان است.